# Pimpernüsse
Die Pimpernüsse (Staphylea) sind eine Pflanzengattung in der Familie der Pimpernussgewächse (Staphyleaceae). Die etwa elf Arten sind auf der Nordhalbkugel in Nordamerika und Eurasien verbreitet.

## Beschreibung

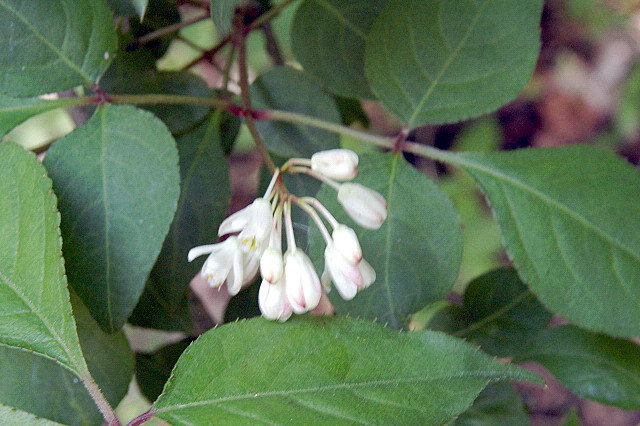
Japanische Pimpernuss (Staphylea bumalda)

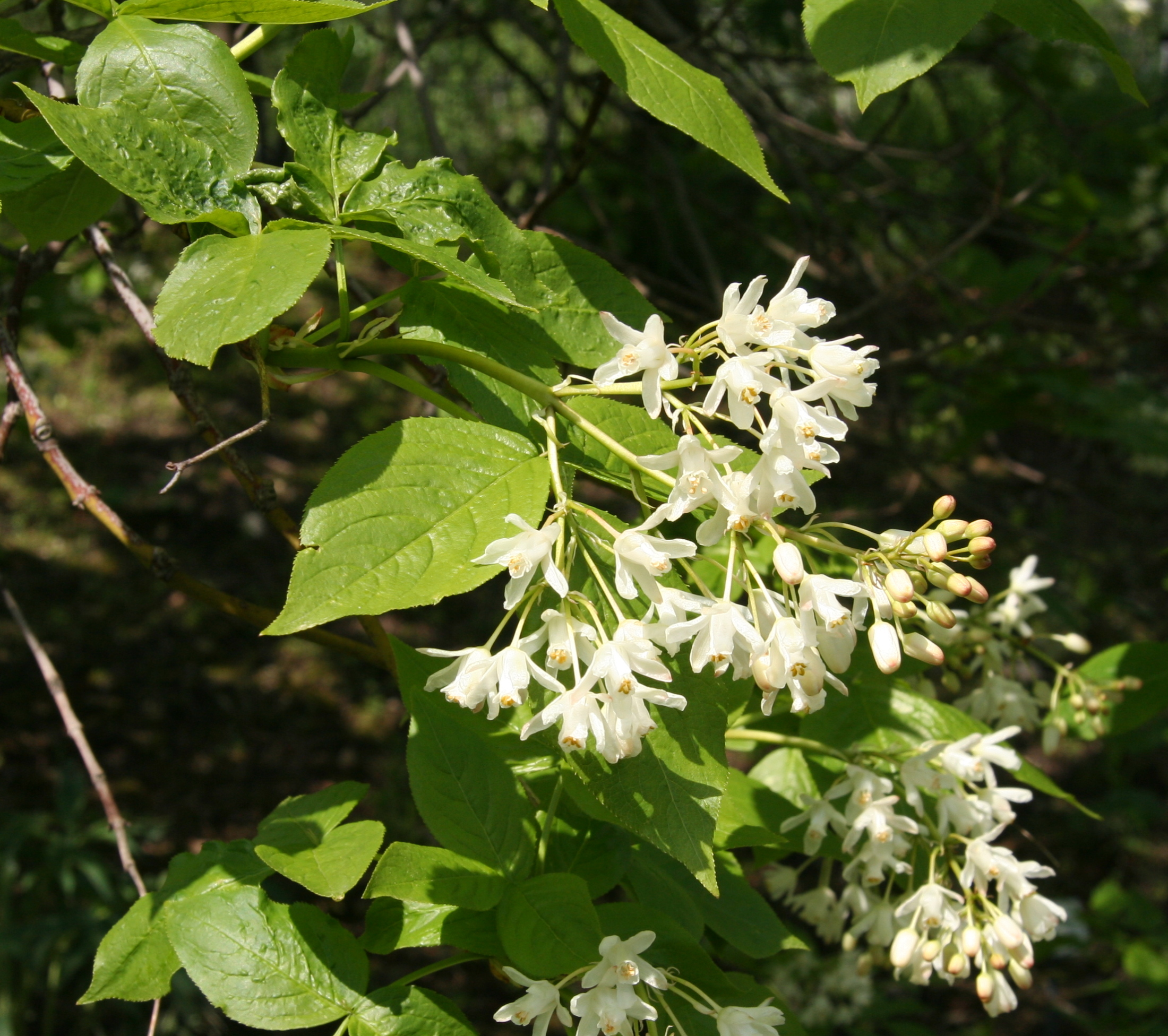
Kolchische Pimpernuss (Staphylea colchica)

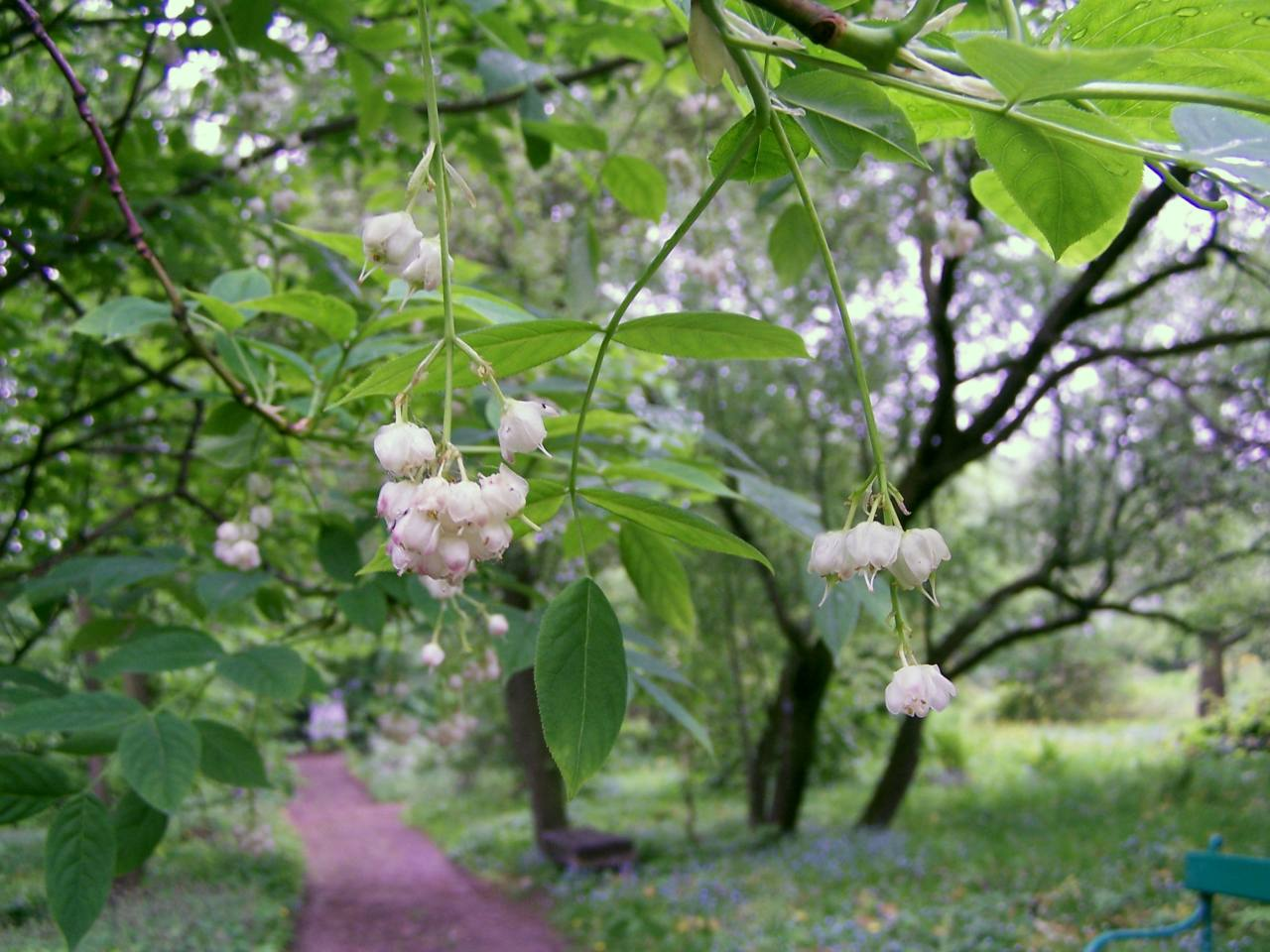
Pimpernuss (Staphylea pinnata)

### Vegetative Merkmale
Die Staphylea-Arten sind verholzende Pflanzen, die als sommergrüne Sträucher oder kleine Bäume wachsen. Die gegenständigen Laubblätter sind gefiedert mit drei bis sieben Fiederblättchen, welche am Rand gesägt bis gekerbt sind. Die Nebenblätter sind hinfällig.

### Generative Merkmale
Die Blüten stehen in endständigen und rispigen Blütenständen zusammen. Die zwittrigen Blüten sind radiärsymmetrisch und fünfzählig mit doppelter Blütenhülle. Der Blütenstiel ist mit einem „Gelenk“ unterteilt. Die Kelchblätter sind petaloid und gefärbt, die Kronblätter sind aufrecht. Die fünf Staubblätter sind weiß bis gelb oder rosafarben, die Staubfäden sind an der Basis behaart und die Staubbeutel sind zweikammerig. Der oberständige Fruchtknoten ist drei- oder zweigeteilt mit mehr oder weniger verwachsenen Griffeln. Es ist ein Diskus vorhanden.
Die hängende Kapselfrüchte sind aufgeblasen. Die Samen sind hellbraun und kugelig.

## Systematik und Verbreitung
Die Erstveröffentlichung der Gattung Staphylea erfolgte 1753 durch den schwedischen Botaniker Carl von Linné in Species Plantarum, 1, S. 270. Der botanische Gattungsname Staphylea leitet sich vom griechischen Wort staphylé für Traube ab.
Die Gattung Staphylea ist in Nordamerika und Eurasien verbreitet. Nur die Pimpernuss (Staphylea pinnata) ist in Mitteleuropa heimisch.
Es gibt etwa elf Staphylea-Arten:
- Kalifornische Pimpernuss (Staphylea bolanderi A.Gray): Sie kommt nur in Kalifornien vor.
- Japanische Pimpernuss (Staphylea bumalda DC.): Sie ist in China, in der Mandschurei, in Korea und Japan verbreitet.
- Kolchische Pimpernuss (Staphylea colchica Steven): Sie kommt nur im Kaukasus vor.
- Staphylea emodi Wall.: Sie kommt im Himalaja vor.
- Staphylea forrestii Balf. f.: Sie kommt nur in der chinesischen Provinz Yunnan vor.
- Chinesische Pimpernuss (Staphylea holocarpa Hemsl.): Sie ist im zentralen China verbreitet.
- Pimpernuss oder Gemeine Pimpernuss (Staphylea pinnata L.): Sie ist von Europa bis Vorderasien verbreitet.
- Staphylea shweliensis W.W.Smith: Sie kommt nur in der chinesischen Provinz Yunnan vor.
- Amerikanische Pimpernuss (Staphylea trifolia L.): Sie ist in Kanada und in den USA weitverbreitet.

Es ist auch eine Hybride bekannt:
- Staphylea × elegans: Hybride aus Staphylea colchica × Staphylea pinnata

Folgende früher hier eingegliederte Arten werden aktuell anderen Gattungen zugeordnet:
- Staphylea indica Burm. f. ist jetzt Leea indica (Burm. f.) Merr.
- Staphylea occidentalis Sw. ist jetzt Turpinia occidentalis (Sw.) G.Don